# Euaugaptilus magnus
Euaugaptilus magnus is een eenoogkreeftjessoort uit de familie van de Augaptilidae. De wetenschappelijke naam van de soort is voor het eerst geldig gepubliceerd in 1904 door Wolfenden.